# Amnesia Ibiza
Amnesia Ibiza és una discoteca de l'illa eivissenca.

## Història[1]
La casa on avui hi ha la discoteca Amnesia Ibiza va ser construïda a finals del segle xviii. Als seus inicis va ser la casa de cinc generacions de la família Planells. Al març del 1970 van abandonar la casa i es van instal·lar en un pis a la ciutat d'Eivissa. La casa i la finca la van vendre a Maria Fuencisla Martínez de Campos i Muñoz, una vídua d'origen aristocràtic. El 1976, un jove madrileny, Antonio Escohotado va llogar la casa per 20.000 pessetes al mes per muntar-hi una discoteca. Va escollir el nom d'Amnesia.
L'any 1978 la discoteca passa a ser propietat de l'industrial madrileny Ginés Sánchez. En aquest moment va començar una dècada d'alts i baixos, en què s'intercalen tancaments inesperats de la discoteca amb estius gloriosos en què funcionava al màxim i en plena competència amb KU (avui Privilege), Pacha, Glory's o Lola's (aquestes dues últimes ja desaparegudes).
Als 80, Prontxio Izaguirre, aportarà idees fresques al món de la nit i reanimarà Amnesia per començar a projectar la seva fama a tot Europa. Bowie, Madonna o Prince són alguns dels artistes que va portar el nou propietari basc.
El canvi més transcendental arriba a principis dels 90 de la mà de MFC. Amb la caiguda del mur de Berlín, la música house s'internacionalitza. La nit del 22 juny 1991 es recorda a l'illa, ja que va ser una altra data històrica de reobertura. Milers de joves van abarrotar Amnesia, marcant així el principi de la seva última i més fructífera etapa. Des del 2006, Amnèsia va guanyar durant 3 anys consecutius el prestigiós premi Best Global Club al Winter Music Conference, que se celebra cada any a Miami durant la darrera setmana de març.

## DJs[calcitació]

### Residents
- Mar T
- Les Schmitz
- Caal Smile

### Exclusius
Els més importants són:
- Taito Tikaro
- J. Louis
- André Vicenzzo
- Antonie Clamaran
- Armin van Buuren
- Brian Cross
- Deadmau5
- Eric Prydz
- Paco Maroto